# Кам'яний гість (п'єса)

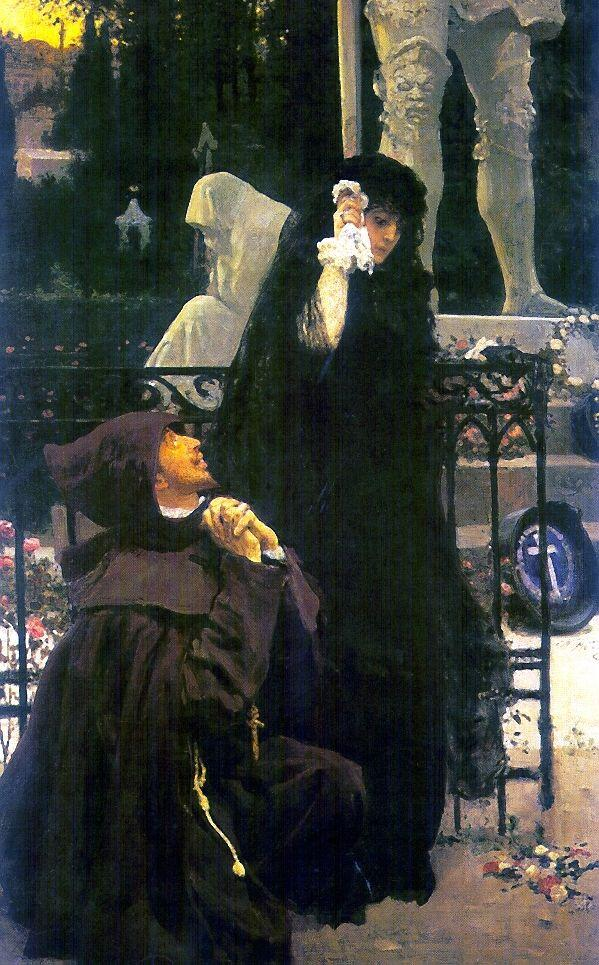
Ілля Рєпін. Дон Жуан і Дона Анна (1887—1896)

«Кам'яний гість» — п'єса з циклу «Маленькі трагедії» російського письменника О. С. Пушкіна, написана в період «болдінської осені». П'єса екранізована.

## Ідея, образ, прототип
Головний герой — севільський спокусник Дон Гуан (в пізній літературній і оперній традиції — Жуан, Джованні).
Пушкін першим представив Дона Жуана — «вічного» героя комедії — дійовою особою трагедії. Зустрівши Дону Анну, герой закохався і в її образі полюбив доброчесність. Однак цим він зраджує роль, написану йому долею. Пушкінський Дон Гуан, який відрікся від ролі розпусника і звабника, в просторі трагедії приречений на загибель.

### Аналогії образу
Образ севільського спокусника Дон Жуана до Пушкіна втілювали в своїх творах Тірсо де Моліна, Мольєр, Карло Ґольдоні, Ернст Гофманн, Джордж Байрон.
П'єса Пушкіна була написана після того, як він побачив прем'єру російської версії опери «Дон Жуан» Моцарта. Пушкін запозичив деякі елементи лібрето Лоренцо да Понте, але написав свій оригінальний твір.

## Дійові особи
- Дон Гуан
- Лепорелло
- Дона Анна
- Дон Карлос
- Лаура
- Чернець
- 1-й гість
- 2-й гість
- 3-й гість
- Статуя командора

## Сюжет

### Сцена 1
Дон Гуан вигнаний з Мадрида за вбивство суперників, але все ж таємно повернувся туди зі своїм вірним слугою Лепорелло. Він переховується при монастирському кладовищі в околицях Мадрида. Згадуючи минулі пригоди, він збирається продовжити їх, знову проникнувши в місто. Від ченця Дон Гуан дізнається, що це кладовище щодня відвідує Дона Анна, вдова колись вбитого ним на дуелі командора Дона Альваро де Сольва. Побачивши її, вирішує з нею познайомитися. А поки поспішає в Мадрид.

### Сцена 2
У будинку актриси Лаури зібралися гості: друзі та шанувальники. Спів Лаури призводить гостей у захват. Але один із гостей, Дон Карлос, дізнавшись, що слова виконаної пісні складені її колишнім коханим Дон Гуаном, скаженіє — цей негідник вбив його рідного брата (можливо, мається на увазі Дон Альвар)! Лаура готова прогнати зухвалого кавалера, проте гості примиряють їх, і після нової пісні розходяться. А Лаура вирішує залишити у себе запального Дона Карлоса: він їй сподобався. Їх розмову порушує поява Дон Гуана. Лаура радісно кидається до нього. Поєдинок неминучий, і Дон Карлос наполягає на тому, щоб він відбувся негайно. Суперники б'ються, і Дон Гуан вбиває Дона Карлоса.

### Сцена 3
Убивши Дон Карлоса, Дон Гуан знову в монастирі, де переховується під виглядом відлюдника. Кожен день до могили чоловіка-командора приходить Дона Анна. Дон Гуан знайомиться з нею, називаючись Доном Дієго де Кальвадо. Зі змішаним почуттям цікавості й страху слухає вона його. Дона Анна погоджується прийняти його завтра у себе в будинку. Захмелілий від перемоги Дон Гуан кидає зухвалий виклик долі: він запрошує на завтрашнє побачення командора з тим, щоб той стояв під час зустрічі на варті. Жах охоплює його і Лепорелло, коли вони бачать, що статуя у відповідь на запрошення киває в знак згоди.

### Сцена 4
Кімната в будинку Дони Анни. Палкі зізнання не можуть залишити холодним серце молодої жінки. Але ось Дон Гуан зронив необережне слово про свою винність перед Доной Анною. Він не хоче торкатися цієї похмурої таємниці, інакше Дона Анна його зненавидить. Але вона наполягає, і Дон Гуан, переконавшись, що встиг викликати відповідне почуття, відкриває своє ім'я. Він не кається в тому, що вбив командора, і готовий померти від її руки. Але в серці Дони Анни немає ненависті, вона усвідомлює свою любов у відповідь до суперника, який вбив його чоловіка. Домовившись знову зустрітися наступного дня і отримавши на прощання поцілунок, Дон Гуан виходить, але в жаху повертається, натрапивши на статую командора, а вона входить слідом за ним. Дона Анна падає без почуттів, а командор простягає руку Дону Гуану, і той, повний неприборканого азарту і безстрашності, дає свою руку. Однак рукостискання зі статуєю командора затягується, і врешті-решт Дон Гуан розуміє, що це його смерть, а вирватися йому не вдасться. Після цього обидва провалюються під землю.

## Адаптації
- У 1866—1869 роках композитор Олександр Даргомижський написав за п'єсою однойменну оперу.
- У 1979 році до 180-річчя Олександра Пушкіна за «Маленькими трагедіями», зокрема і за п'єсою «Кам'яний гість», кіностудією «Мосфільм» було знято трисерійний фільм.

## Відображення в російській мові
Почасти під впливом драми Пушкіна вираз «кам'яний гість» став крилатим: він використовується в російській мові, іронічно позначаючи людину, яка весь час мовчить в гостях, а також жартівливо або несхвально вказуючи на людину, яка надто сильно тисне руку при зустрічі.